# Urechești (Bacău)
Urecheşti é uma comuna romena localizada no distrito de Bacău, na região de Moldávia. A comuna possui uma área de 61.40 km² e sua população era de 3931 habitantes segundo o censo de 2007.